# Раззаков
Раззаков (кирг. Раззаков; до 2022 року — Ісфана) — місто в Киргизстані, центр Ляйлякського району Баткенської області. Населення 18,2 тис. мешканців (2009)

## Географія
Місто розташоване в західній частині області, на відстані 150 км від обласного центру, у північних відрогах Туркестанського хребта, на висоті 1350 м над рівнем моря.

### Клімат
Місто знаходиться у зоні, котра характеризується вологим континентальним кліматом з теплим літом. Найтепліший місяць — липень із середньою температурою 23.5 °C (74.3 °F). Найхолодніший місяць — січень, із середньою температурою -3.2 °С (26.2 °F).
| Клімат Ісфани           | Клімат Ісфани | Клімат Ісфани | Клімат Ісфани | Клімат Ісфани | Клімат Ісфани | Клімат Ісфани | Клімат Ісфани | Клімат Ісфани | Клімат Ісфани | Клімат Ісфани | Клімат Ісфани | Клімат Ісфани | Клімат Ісфани |
| Показник                | Січ.          | Лют.          | Бер.          | Квіт.         | Трав.         | Черв.         | Лип.          | Серп.         | Вер.          | Жовт.         | Лист.         | Груд.         | Рік           |
| Середня температура, °C | −3,2          | −1,5          | 4,8           | 11,7          | 16,3          | 21,1          | 23,5          | 21,8          | 16,9          | 10,6          | 4,7           | −0,2          | 10,5          |
| Норма опадів, мм        | 74.5          | 82            | 118.4         | 116.5         | 92.2          | 23.4          | 12.2          | 3.8           | 6.5           | 52.4          | 61            | 72.3          | 715.2         |
| Днів з опадами          | 9,3           | 9,9           | 11,9          | 11,4          | 10            | 4,2           | 2,6           | 1,5           | 2             | 5,8           | 7,1           | 8,9           | 84,6          |
| Вологість повітря, %    | 70.1          | 69.1          | 63.7          | 59.1          | 52.5          | 40.5          | 38.7          | 40.7          | 43.5          | 53.9          | 61.4          | 68.7          | 55.2          |
| ----------------------- | ------------- | ------------- | ------------- | ------------- | ------------- | ------------- | ------------- | ------------- | ------------- | ------------- | ------------- | ------------- | ------------- |
| Джерело: Weatherbase    |               |               |               |               |               |               |               |               |               |               |               |               |               |

## Історія
Засноване в XVI столітті. Статус міста з 5 лютого 2001 року.